# Neobisium apuanicum
Neobisium apuanicum är en spindeldjursart som beskrevs av Giuliano Callaini 1981. Neobisium apuanicum ingår i släktet Neobisium och familjen helplåtklokrypare. Inga underarter finns listade i Catalogue of Life.